# Badakanahalli, Channarayapatna
Badakanahalli là một làng thuộc tehsil Channarayapatna, huyện Hassan, bang Karnataka, Ấn Độ.